# Natendorf
Natendorf est une commune allemande de l'arrondissement d'Uelzen, Land de Basse-Saxe.

## Géographie
La commune comprend les quartiers de Haarstorf, Hohenbünstorf, Luttmissen, Natendorf, Oldendorf II, Schier, Vinstedt et Wessenstedt ainsi que les lieux-dits Gut Golste, Heerweghof, Nienbüttel et Weinberghof.
|          | Bienenbüttel | Jelmstorf    |
| Hanstedt | Natendorf    | Bad Bevensen |
| Ebstorf  |              | Barum        |

## Histoire
Natendorf est mentionné pour la première fois en 1192.

## Source de la traduction
- (de) Cet article est partiellement ou en totalité issu de l’article de Wikipédia en allemand intitulé « Natendorf » (voir la liste des auteurs).